# Moderní gymnastika na Letních olympijských hrách 1992

## Medailistky
| Soutěž        | Zlato                                        | Stříbro                            | Bronz                                  |
| ------------- | -------------------------------------------- | ---------------------------------- | -------------------------------------- |
| jednotlivkyně | Olexandra Tymošenková · Sjednocený tým (EUN) | Carolina Pascual · Španělsko (ESP) | Oksana Skaldina · Sjednocený tým (EUN) |